# Биелач
Биелач (на сръбски: Бијелач) е село в Босна и Херцеговина, разположено в община Требине, в ентитета на Република Сръбска. Населението му според преброяването през 2013 г. е 58 души, от тях: 57 (98,28 %) сърби и 1 (1,72 %) не самоопределил се.

## Население
Численост на населението според преброяванията през годините:
- 1961 – 44 души
- 1971 – 23 души
- 1981 – 26 души
- 1991 – 14 души
- 2013 – 58 души